# Chiesa di San Cirillo (Carpino)
La chiesa di San Cirillo è un luogo di culto cattolico della città di Carpino, nel Gargano, in provincia di Foggia.

## Storia
Della chiesa di San Cirillo a Carpino sono ignoti la data di erezione e il nome di chi ne ha disposto la costruzione.
La prima notizia risale al 1310 da Rationes Decimarum Italicae. Lo stile del piccolo portale dell'entrata attualmente secondaria, ma allora principale, sicuramente romanico pugliese, è certa testimonianza dell'esistenza di tale chiesa nel XIV secolo. A quel tempo la chiesa aveva la funzione di oratorio.
Nel 1770 venne ristrutturata, acquisendo quello stile barocco che ancor oggi la contraddistingue, per quanto permangano alcuni elementi riconducibili ad altri stili antecedenti come l'antico portale principale (oggi laterale) in stile romanico.

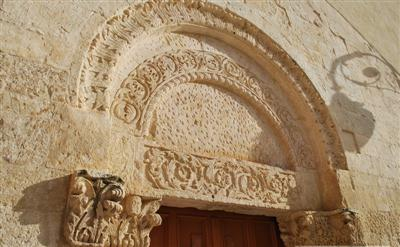
Portale romanico

## Architettura

### Architettura interna

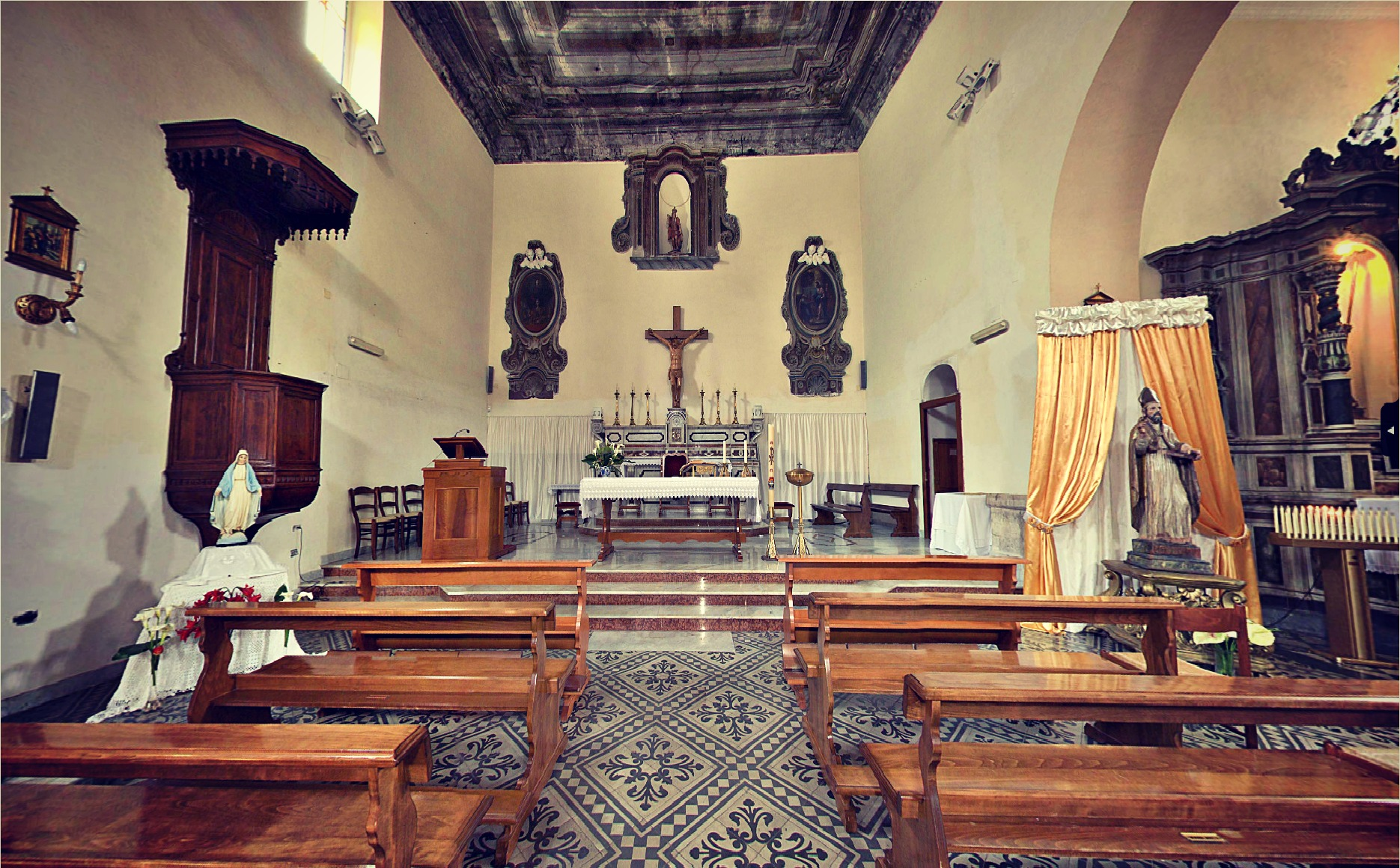
Interno della Chiesa di San Cirillo

Al suo interno la volta è decorata con la grande tela dipinta a tempera raffigurante la Santissima Trinità con, ai lati, i medaglioni di San Rocco pellegrino e San Cirillo d'Alessandria, vescovo e dottore della Chiesa, patroni di Carpino.
Proprio a quest'ultimo è intitolata la chiesa ma non ci sono documentazioni che ne chiariscano i dettagli o che ne spieghino per esempio la dipendenza da questa chiesa della chiesetta di San Pietro in Cuppis.

### Architettura esterna

#### I simboli dell'antico portale e la svastica lappone
L'antico portale romanico della vecchia chiesa è posto nella parte sinistra.
Sul portale, oltre ad altri simboli più ricorrenti nell'area garganica, sono stati ritrovati:
- un Nodo di Salomone, a otto solchi, simile a quelli ritrovati a Monte Sant'Angelo e Manfredonia
- una svastica lappone, conosciuta come Tursaansydän o Mursunsydän, cioè cuore di tricheco; si tratta di un simbolo conosciuto in Finlandia, specialmente nella parte settentrionale occupata dai Sami, risalente ad un periodo probabilmente anteriore al Neolitico. In tali luoghi veniva usata per decorare edifici e oggetti fino al XVIII secolo, quando venne sostituita da una svastica semplice. Il ritrovamento del simbolo da parte del team archeo-speleologico ARGOD è stato accolto dall'università di Helsinki con cautela, in quanto sarebbe il primo ritrovamento di tale simbolo non solo al di fuori, ma anche molto lontano dalla Lapponia.